# هارولد ديفيس
هارولد ديفيس (بالإنجليزية: Harold Davis)‏ (10 مايو 1933 باسكتلندا في المملكة المتحدة - 26 يونيو 2018) هو مدرب كرة قدم ولاعب كرة قدم بريطاني في مركز نصف الجناح. لعب مع نادي بارتيك ثيسل ونادي رينجرز ونادي إيست فيف.

## وصلات خارجية
- هارولد ديفيس على موقع قاعدة بيانات كرة القدم.إي يو (الإنجليزية)
- هارولد ديفيس على موقع عالم كرة القدم.نت (الإنجليزية)